# Callopistria antithetica
Callopistria antithetica là một loài bướm đêm trong họ Noctuidae.